# دیوگو فیگویراس
دیوگو فیگویراس (انگلیسی: Diogo Figueiras؛ زادهٔ ۱ ژوئیهٔ ۱۹۹۱) بازیکن فوتبال اهل پرتغال است که در پست دفاع راست بازی می‌کند.
وی همچنین در تیم ملی فوتبال زیر ۲۰ سال پرتغال بازی کرده‌است.